# XZ Большой Медведицы
XZ Большой Медведицы (лат. XZ Ursae Majoris) — двойная затменная переменная звезда типа Алголя (EA) в созвездии Большой Медведицы на расстоянии приблизительно 1625 световых лет (около 498 парсеков) от Солнца. Видимая звёздная величина звезды — от +11,7m до +10,1m. Орбитальный период — около 1,2223 суток.

## Характеристики
Первый компонент — белая звезда спектрального класса A5.
Второй компонент — жёлто-белая звезда спектрального класса F9.